# Josef Tautenhayn

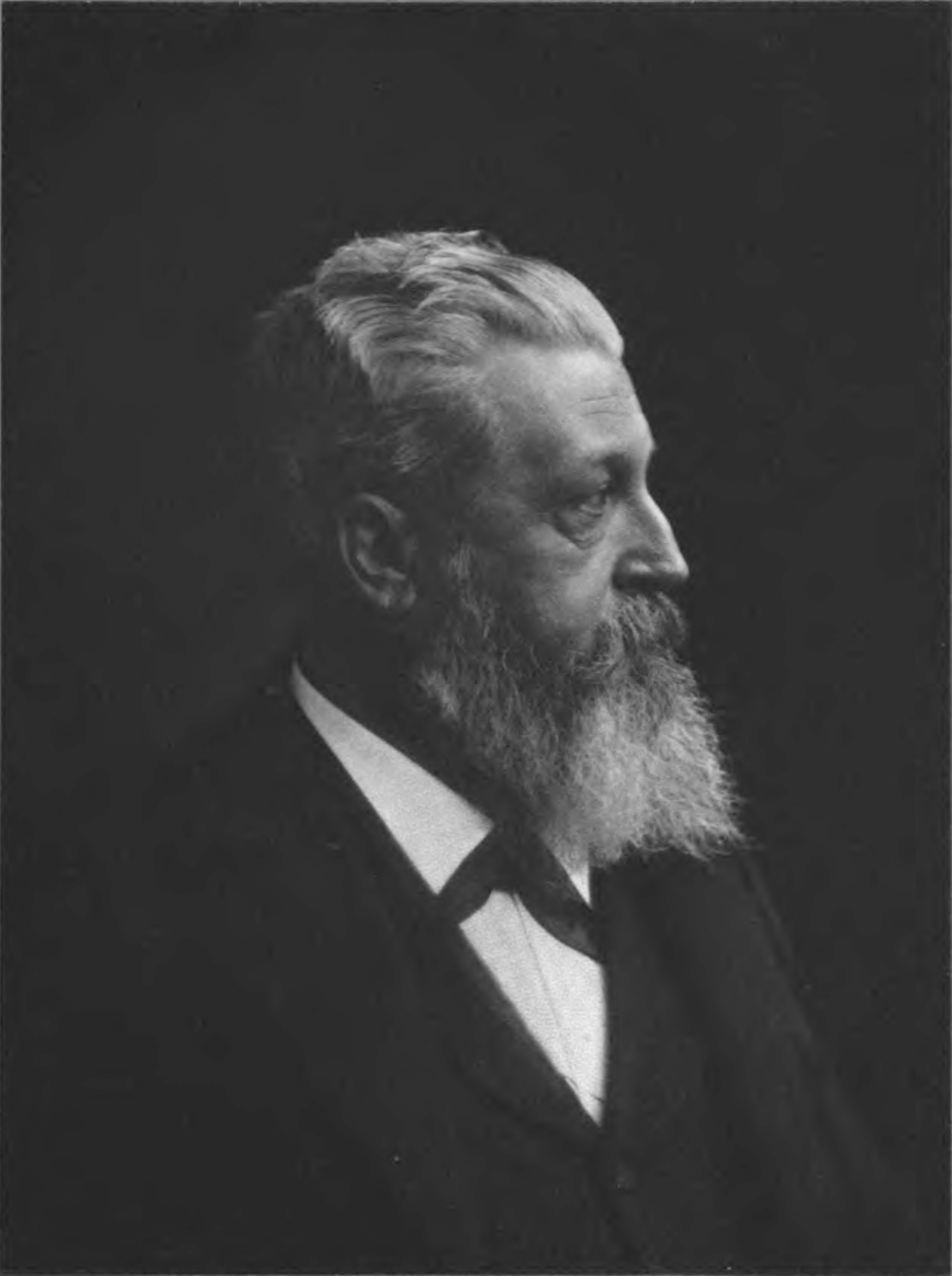
Josef Tautenhayn.

Josef Tautenhayn, född den 5 maj 1837 i Wien, död där den 2 april 1911, var en österrikisk gravör. 
Tautenhayn studerade i Wien och på resor, blev 1873 kejserlig mynt- och medaljgravör och därefter professor och 
föreståndare för en mästarateljé vid konstakademien i Wien. Tautenhayn har utfört en mängd medaljer för kejsarhuset, 
över världsutställningen 1873 med fler samt en stor relief Strid mellan cantaurer och lapiter.